# Annie (film 1982)
Annie – amerykański film familijny z 1982 roku na podstawie musicalu Thomasa Meehana i komiksu Harolda Graya.

## Fabuła
Lata 30. Annie to mała, rudowłosa dziewczynka, która mieszka w sierocińcu należącym do okrutnej pani Hannigan. Pewnego dnia Annie zostaje wybrana by spędzić tydzień w domu sławnego miliardera Warbucksa. Jej radość życia sprawia, że zimne serce Warbucksa mięknie. Postanawia on pomóc znaleźć rodzinę Annie.

## Obsada
- Albert Finney – Oliver Warbucks
- Carol Burnett – Pani Hannigan
- Ann Reinking – Grace Farrell
- Tim Curry – Rooster Hannigan
- Bernadette Peters – Lily St. Regis
- Aileen Quinn – Annie
- Geoffrey Holder – Punjab
- Roger Minami – Asp
- Toni Ann Gisondi – Molly
- Rosanne Sorrentino – Pepper
- Lara Berk – Tessie

## Nagrody i nominacje
Oscary za rok 1982
- Najlepsza scenografia i dekoracje wnętrz – Dale Hennesy, Marvin March (nominacja)
- Najlepsza adaptacja muzyki – Ralph Burns (nominacja)

Złote Globy 1982
- Najlepsza aktorka w komedii lub musicalu – Carol Burnett (nominacja)
- Najlepsza aktorka w komedii lub musicalu – Aileen Quinn (nominacja)
- Odkrycie roku – aktorka Aileen Quinn (nominacja)

Nagrody BAFTA 1982
- Najlepsza piosenka – "Tomorrow", muz. i sł. Charles Strouse, Martin Charnin (nominacja)

Złota Malina 1982
- Najgorsza aktorka drugoplanowa – Aileen Quinn
- Najgorszy film – Ray Stark (nominacja)
- Najgorsza reżyseria – John Huston (nominacja)
- Najgorszy scenariusz – Carol Sobieski (nominacja)
- Najgorszy debiut aktorski – Aileen Quinn (nominacja)